# Michael Wilke
Michael Wilke (* 15. August 1929 in Bremen; † 25. Januar 2017) war ein deutscher Textdichter, Komponist, Musikverleger, Musikproduzent und Autor.

## Leben und Wirken
Michael Wilke war der jüngste Sohn der Sängerin Lale Andersen und des Kunstmalers Paul Ernst Wilke aus Bremerhaven. Seine Kindheit verbrachte er von 1931 bis 1936 im Kinderheim Dr. Bossard in Unter-Ägeri in der Schweiz und bis 1940 in Bremerhaven bei seiner Großmutter.
Als seine Mutter durch Engagements und Plattenverträge einige Berühmtheit und finanzielle Sicherheit erlangt hatte, ließ sie ihn nach Berlin kommen. Im August 1943 kam er jedoch (angesichts ständiger Luftangriffe auf die Reichshauptstadt) zu Bekannten nach Baden-Baden. Das Kriegsende erlebten Mutter und Sohn auf der Nordseeinsel Langeoog.
1946 nahm Michael Wilke ein privates Musikstudium bei Helmuth Vogt in Hamburg auf, zog 1949 in das „Konservatorium für Musik“ in Hamburg Klein-Flottbek, musste jedoch sein Studium im Herbst 1950 wegen eines komplizierten Splitterbruchs des rechten Handgelenks beenden. Er begann eine Musikalienhändler-Ausbildung im Großsortiment und Musikverlag August Seith in München. 1949 wurde er Mitglied der GEMA in der Sparte Textdichter, vier Jahre später erhielt er die ordentliche Mitgliedschaft der GEMA.
Währenddessen komponierte er für das Repertoire seiner Mutter Lieder, wie z. B. „Leuchtturmlicht“, „Bebop-Hosen trägt er nicht“ und „Eine buntbemalte Wiege“. Nach bestandener Musikalienhändler-Prüfung nahm er seine Tätigkeit im eigenen 1952 gegründeten Musikverlag Edition Pacific auf. Verlegt wurde Dixieland-Musik, wie z. B. der „Crazy Dixie“, der im RIAS auf die Schlager-Parade kam. In seinem Verlag erschien auch eine in Amerika geschützte Fassung der Komposition „When the Saints Go Marching In“ mit dem deutschen Titel „Trompeten-Joe“. Ferner widmete er sich der sogenannten gehobenen Unterhaltungsmusik namhafter und international bekannter Komponisten wie George Melachrino, Toni Leutwiler, Ernst Hildebrand, Josef Niessen und Stanley Laudan, dessen Klavierkonzert „Rhapsody For Elizabeth“ sehr bekannt wurde.
Von 1954 bis 1964 war Michael Wilke beim Musikverlag Chappel & Co. GmbH in München Lektoratsleiter und trat als Texter unter dem Pseudonym Cornelius Crohn in Erscheinung. Bekannte Erfolge aus seiner Feder waren: „Spiel‘ mir eine alte Melodie“, „Oklahoma“, „Sailor’s Boogie“, „Flamingo“, „Carioca“, „The Lady Is a Tramp“ u. a. Auch war er für die Herstellung von Orchestermaterialien für die Ralph-Maria-Siegel-Musikverlage, für das Münchner Symphonieorchester Kurt Graunke und weitere Komponisten zuständig.
Ab 1971 betätigte er sich als Musikproduzent: Es entstanden Aufnahmen mit Hans Schobert, Werner Bähler, Erwin Lehn und Heinz Schönberger. 1977 gründete er die Main Stream Power Band und produzierte mit ihr 72 Aufnahmen in klassischem Big-Band-Stil, deren LP „A Date With Swing“ von der deutschen Phono-Akademie für den deutschen Schallplattenpreis nominiert wurde. 1978 gründete er das Schallplattenlabel MWM Records.
In den Jahren 2010 bis 2013 veröffentlichte Wilke in einem Selbstkostenverlag seine Autobiografie Künstlerkind in drei Bänden. Der erste Band umfasst die Lebenserinnerungen der Jahre 1939–1946 anhand seiner Tagebücher, der zweite Band Jugendjahre die Zeit von 1947 bis 1954 und der dritte Band die Jahre danach.
Aus der Ehe mit seiner zweiten Frau Brigitta gingen 1963 und 1967 die Kinder Nicholas – heute Inhaber von wilke.tv – und Daniela hervor. Michael Wilke lebte zuletzt mit seiner Frau Renate auf Mallorca und zeitweilig in Penzberg in Oberbayern, wo er am 1. Februar 2017 im engeren Familienkreis beigesetzt wurde.

## Schriften
- Künstlerkind. Deutsche Literaturgesellschaft, Berlin 2010, ISBN 978-3-940490-12-4.
- Künstlerkind II. Jugendjahre. Deutsche Literaturgesellschaft, Berlin 2011, ISBN 978-3-86215-966-6.
- Künstlerkind III. Deutsche Literaturgesellschaft, Berlin 2013, ISBN 978-3-920719-00-9.